# Verge consagrada

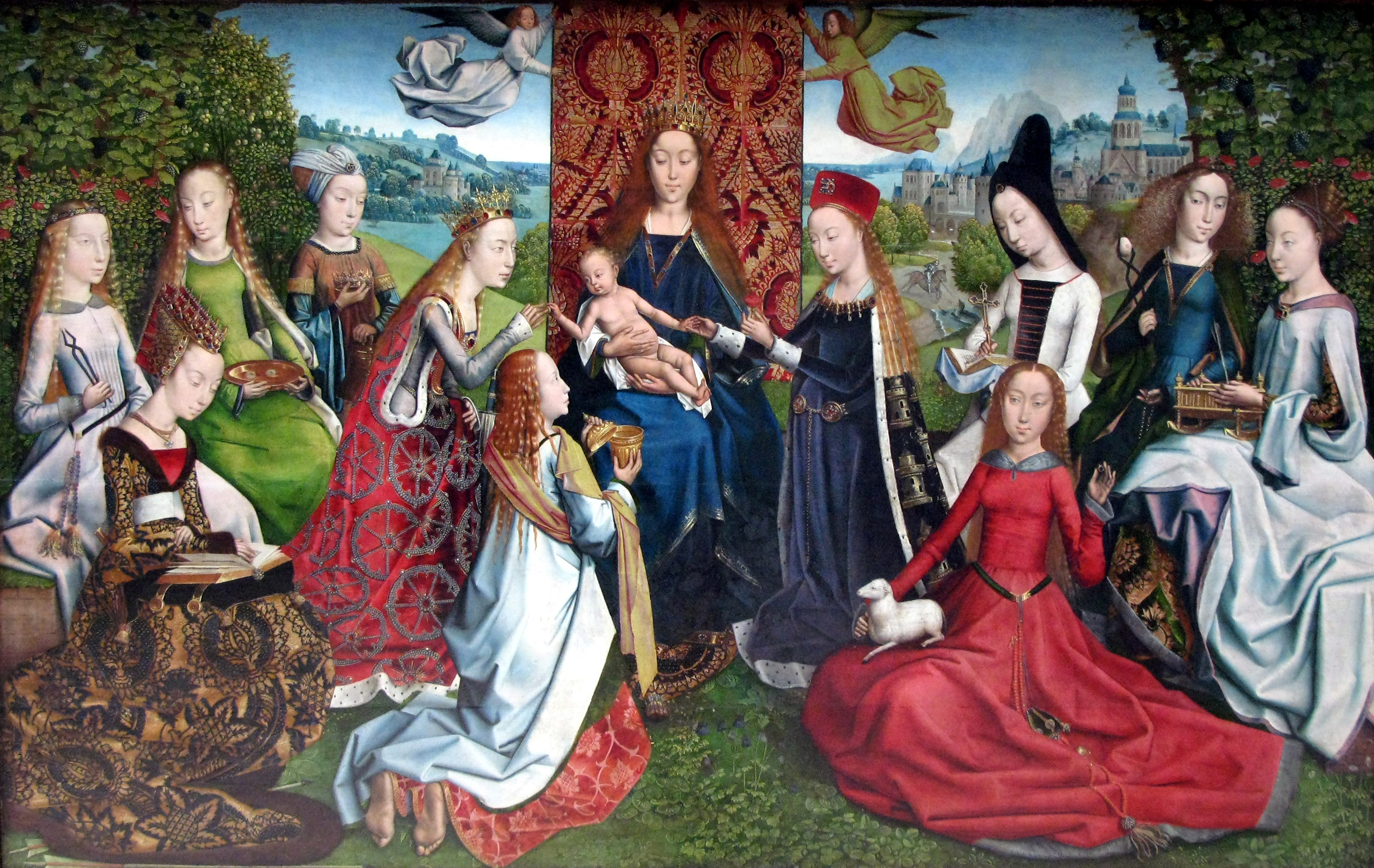
Virgo inter virgines és una obra d'autor desconegut, de finals del. La Mare de Déu envoltada de verges consagrades.

Una verge consagrada és una forma de vida consagrada de les dones en l'Església catòlica basada en la imitació de la vida de Maria, mare de Jesús. Aquest figura, també anomenada ordo virginum o orde de les verges, té l'origen als primers anys del cristianisme i fou recuperada d'ençà del Concili Vaticà II. El 2018 hi havia 5.000 verges consagrades.
Algunes verges consagrades conegudes són Margarida d'Antioquia (Turquia, 275-290), Eufèmia de Calcedònia (Turquia, 289-304), Agnès de Roma (Roma, segle III-segleIV), Llúcia de Siracusa (Sicília, segle III-segle IV), Santa Marcel·lina (Alemanya, segle IV-segle IV), Genoveva de París (França, segle V-segle VI), Wendy Beckett (Anglaterra, 1930-2018), Mélanie Calvat (França, 1931-1804) i Joan Frances Gormley (Estats Units, 1937-2007).

## Significat
Significa un compromís públic amb la preservació de la virginitat al llarg de la vida que es fa en una cerimònia presidida pel bisbe com a representant de la diòcesi ordinària. A diferència de les monges, les verges consagrades no han de viure en comunitat ni portar hàbits i es poden associar. Entre les seves ocupacions hi ha la de pregar a través de la Litúrgia de les Hores i l'oració contínua, així com posar-se al servei de les necessitats de l'Església.
La definició està recollida al número 604 del codi de dret canònic. "A aquestes formes de vida consagrada s'hi assembla l'orde de les verges, que, a través del propòsit sant de seguir més de prop a Crist, són consagrades a Déu pel bisbe diocesà segons el ritual litúrgic aprovat, celebren el casament místic amb Jesucrist, fill de Déu, i es lliura al servei de l'Església. Les verges es poden associar, per complir el seu propòsit amb més fidelitat i per realitzar mitjançant l'ajuda mútua el servei a l'Església congruent amb el seu propi estat." Altres documents oficials són la constitució apostòlica Pastor Bonus, el Catecisme de l'Església Catòlica i l'exhortació Vita consacrata. De manera monogràfica en parla la instrucció Ecclesiae sponsae imago, de 2018.

## Història
Les verges consagrades van ser un camí de santedat a imitació de Maria, mare de Jesús que apareix a l'Evangelis i se'n té evidències des del segle II de l'Església catòlica. Els primers testimonis concrets sobre la institució de les verges daten de la segona meitat del segle iv. En parlen Jeroni d'Estridó, Joan Crisòstom i Agustí d'Hipona, entre d'altres. Es va prohibir el 1927 i es va recuperar el 1970 amb la promulgació del nou ritual de consagració de verges.
El 2015 hi havia 4.000 verges consagrades al món, 1.220 de les quals vivien a França i Itàlia, els dos països amb més dones amb aquesta vocació. El 2018 hi havia unes 5.000 verges consagrades al món, 223 a Espanya. A Espanya, després del Concili Vaticà II, les primeres cinc consagracions van ser el 1972 a la diòcesi de Cartagena-Múrcia. El 2007 n'hi havia 170 a diversos indrets d'Espanya, a Catalunya n'hi havia a Barcelona i Sant Feliu de Llobregat. A Espanya des del 1991 es feien trobades anuals, i el 2007 se n'havien celebrat 16. El 1995 i el 2008 es va dur a terme una trobada internacional a Roma.